# Tipula splendens
Tipula splendens är en tvåvingeart som beskrevs av Doane 1901. Tipula splendens ingår i släktet Tipula och familjen storharkrankar. Inga underarter finns listade i Catalogue of Life.